# Solidago (colore)
Il solidago è una tonalità di giallo che richiama il colore dell'inflorescenza dell'omonima pianta.
È un giallo oro che nello spazio RGB è composto da un 85.5% di rosso, 64.7% di verde, e 12.5% di blu.

## Gradazioni

### Solidago giallo chiaro
Il solidago giallo chiaro è un colore simile al solidago ma più chiaro.

### Solidago pallido
Il solidago pallido è un colore simile al solidago ma più chiaro.

### Solidago scuro
Il solidago scuro è un colore simile al solidago ma più scuro.

### Confronto fra le tonalità
|  | Solidago giallo chiaro (Hex: #FAFAD2) (RGB: 250,250,210) |
|  | Solidago pallido (Hex: #EEE8AA) (RGB: 238, 232, 170)     |
|  | Solidago (Hex: #DAA520) (RGB: 218, 165, 32)              |
|  | Solidago scuro (Hex: #B8860B) (RGB: 184, 134, 11)        |

## Galleria d'immagini

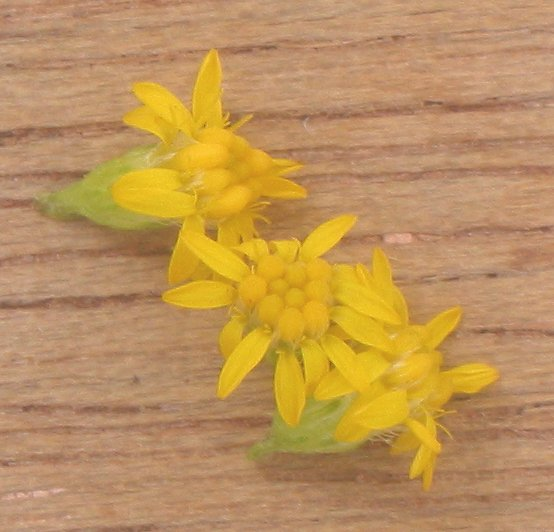
Fiori della Solidago gigantea